# 苯茚二酮
苯茚二酮（化学名：2-苯基-1,3-茚满二酮），是一种有机化合物，分子式C15H10O2，属于1,3-茚满二酮衍生物，可作为抗凝剂，功能与鼠药华法林类似。